# Atletika na Letních olympijských hrách 2008 – 800 metrů muži
Běh na 800 metrů mužů na Letních olympijských hrách 2008 se uskutečnil od 20. do 23. srpna 2008 na Pekingském národním stadionů.
Českou republiku reprezentoval Jakub Holuša, který však z rozběhu do semifinále nepostoupil, jeho čas 1:48,19 stačil na dělené 41. místo

## Finále
Ze semifinálového běhu nepostoupil do finále olympijský vítěz z roku 2004 Rus Jurij Borzakovskij. Nepostoupil také stříbrný medailista z Athén 2004 Jihoafričan Mbuleani Mulaudzi, který rovněž skončil v semifinále.
| Umístění         | Dráha | Jméno               | Národnost | Výkon   |
| ---------------- | ----- | ------------------- | --------- | ------- |
| Zlatá medaile    | 3     | Wilfred Bungei      | Keňa      | 1:44,65 |
| Stříbrná medaile | 8     | Ismail Ahmed Ismail | Súdán     | 1:44,70 |
| Bronzová medaile | 5     | Alfred Kirwa Yego   | Keňa      | 1:44,82 |
| 4.               | 6     | Gary Reed           | Kanada    | 1:44,94 |
| 5.               | 4     | Yusuf Saad Kamel    | Bahrajn   | 1:44,95 |
| 6.               | 7     | Yeimer López        | Kuba      | 1:45,88 |
| 7.               | 2     | Nabil Madi          | Alžírsko  | 1:45,96 |
| 8.               | 9     | Nadjim Menseur      | Alžírsko  | 1:47,19 |